# 超萌！高校生同居日記
《超萌！高校生同居日記》（Sweet Home）是以四格漫畫形式發表的日本漫畫作品，於芳文社四格漫畫雜誌《Manga Time Kirara》2008年4月號開始連載，單行本全2冊。中文版由台灣東販出版發行。

## 故事簡介
倉賀伊織和兩個姐姐過著平凡的日子。某天，名為酒井陽向的少女突然來到伊織的面前，自稱是他的未婚妻。伊織、陽向和兩個姐姐主演的戀愛喜劇就此展開……

## 登場人物
倉賀伊織
和兩個姐姐同住的高中生。戴眼鏡。
陽向搬進來後，天天都為了陽向和姊姊間的關係煩惱不已。
雙手靈巧，擅長料理、裁縫等各種家事。
酒井陽向
突然出現，自稱是伊織的未婚妻。
伊織的青梅竹馬，小時候和伊織約好長大後結婚。
雖然喜歡伊織，但因為觸碰男性就會反射性出手，讓兩人難以更加親近。
個性真誠，有點天然呆。雙手不甚靈巧。
倉賀和奏
伊織的二姐。
身材嬌小，常被誤認為小學生。
喜歡伊織，伊織和陽向看起來很親密時會感到忌妒。
倉賀葉澄
伊織的大姐。
擁有曼妙身材，與和奏的體型剛好相反，不管同性或異性都很崇拜她。
與和奏一樣有戀弟情結，不過隱藏得很好。
新谷奈奈
伊織與陽向的同學。
喜歡開伊織、陽向及和奏玩笑，和奏對她很感冒。
常有變態發言。
七瀨
和奏的同學，學生會成員。
對男學生企圖接近學生會長葉澄的行為感到非常困擾。

## 出版書籍
| 冊數 | 芳文社         | 芳文社                 | 台灣東販      | 台灣東販               |
| 冊數 | 發售日期       | ISBN                   | 發售日期      | ISBN                   |
| ---- | -------------- | ---------------------- | ------------- | ---------------------- |
| 1    | 2009年9月27日  | ISBN 978-4-8322-7848-6 | 2010年5月10日 | ISBN 978-986-251-176-3 |
| 2    | 2010年12月25日 | ISBN 978-4-8322-7975-9 | 2011年8月1日  | ISBN 978-986-251-509-9 |